# Acacia gummifera
Acacia gummifera är en ärtväxtart som beskrevs av Carl Ludwig von Willdenow. Acacia gummifera ingår i släktet akacior, och familjen ärtväxter. Inga underarter finns listade i Catalogue of Life.